# گمینا رویا
گمینا رویا (به لهستانی:  Gmina Ruja) یک گمینا در لهستان است که در شهرستان لگنگتسا واقع شده‌است. گمینا رویا ۷۳٫۳۷ کیلومتر مربع مساحت و ۲٬۶۷۰ نفر جمعیت دارد.